# 郵便船

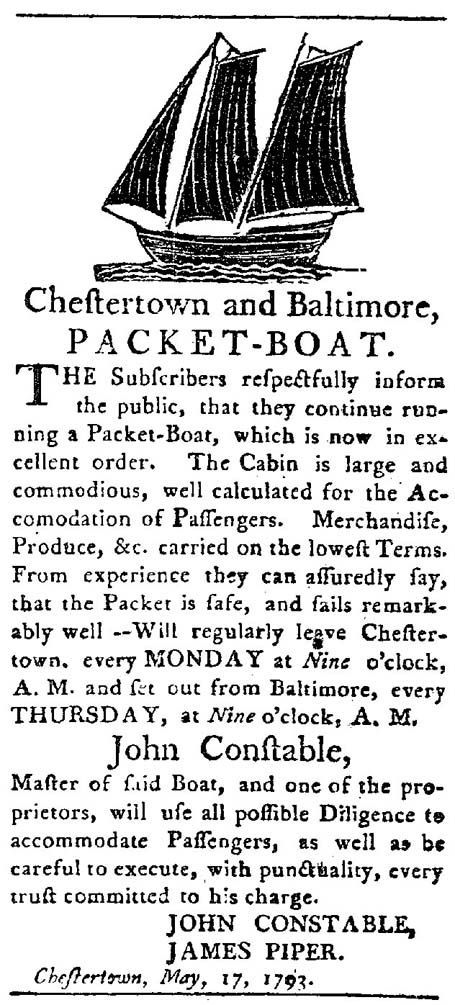
1793年に出された郵便スクーナー船の新聞広告

郵便船（ゆうびんせん、英語: packet boat）は、ヨーロッパと北アメリカの河川や運河で運行されていた国内用の中型貨客船。蒸気船で運行されるものもあった。18世紀から19世紀にかけて頻繁に運行され、定期運行が特徴であった。
18世紀には大西洋を横断してグレートブリテン王国とアメリカ植民地を結ぶ便（オーシャン・ライナー）にも投入された。蒸気郵便船は19世紀アメリカ合衆国のミシシッピ川、ミズーリ川で頻繁に運行され、巡回郵便局などの人員輸送に利用されていた。

## 歴史
小型の郵便船（Packet craft）は17世紀からヨーロッパの沿岸郵便において頻繁に利用されており、次第に小規模の旅客運行も開始された。少なくとも1629年には、オランダ東インド会社がオランダのテセルからジャワ島までの旅客運行を実施していた記録が残っている。旅客サービスは非常に限定的で、調理スペース、飲み水、寝る場所だけが提供されていた。その後、定期運行が実施されるようになったが、定時運行に関しては気象状況に大きく左右されていた。また、イングランド国王は15隻を使用してアイルランドと北米大陸を結ぶ定期便を毎週運行していた。
2世紀にわたる帆船郵便船の発展により、以下のような様々な船種が郵便船に投入された。すなわち、スクーナー、ブリガンティン、スループ、カッター、ブリッグ、フェラッカ、ガレー船、ジーベック、バークなど。そして、その完成形がクリッパーである。当初、郵便船は公文書用として知られていたが、戦時中においても民間の郵便にも利用されており、民間船を借り上げて使用することもあった。また、民衆は郵便船の到着を待ちわびており、その乗組員と船長はしばしば報道の対象となった。
南北戦争中の1863年には、郵便船マーシャルが南軍の将軍ストーンウォール・ジャクソンの遺体を埋葬のためにリンチバーグから生家のあるバージニア州レキシントンまで輸送した。

### 運河郵便船
典型的なアメリカ合衆国の運河郵便船は、運河に合わせて船体が約14フィート（約4.3メートル）と細い割に、長さは70から90フィート（21から27メートル）と長かった。1825年、モホーク川沿いにエリー運河が開通した際、旅客需要が急増したが、当時の旅客定員は60名であった。高速で動ける帆船と異なり、エリー運河における郵便船は2、3頭の馬によって動力を得ていた。それでも、陸上移動に比べるとこの運河郵便船の方が所要時間が半分にでき、しかもより快適に移動することができた。例えば、ニューヨーク市からバッファローまで、帆船と郵便船を併用して10日で移動することができた。また、エリー運河とその自然風景を楽しむために郵便船を利用する者もいた。数千人がこの郵便船を利用してオハイオ州をはじめとする合衆国中西部へ移住していった点は注目に値する。またアップステート・ニューヨークの住民にも利用されていた。

## 同名の航空機
フェアチャイルド社によって開発された、C-82 パケットという双胴機はこの郵便船（Packet boat）に由来する命名がなされた。当初はアメリカ陸軍航空部隊、後にアメリカ空軍で使用され、第二次世界大戦後に活躍した。

## ギャラリー

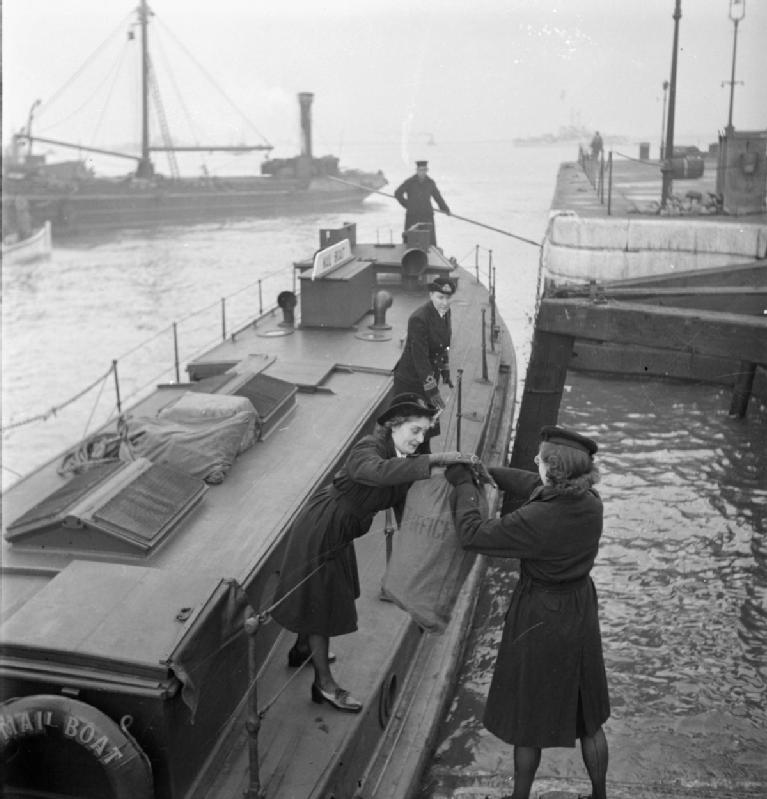
イギリスの郵便船
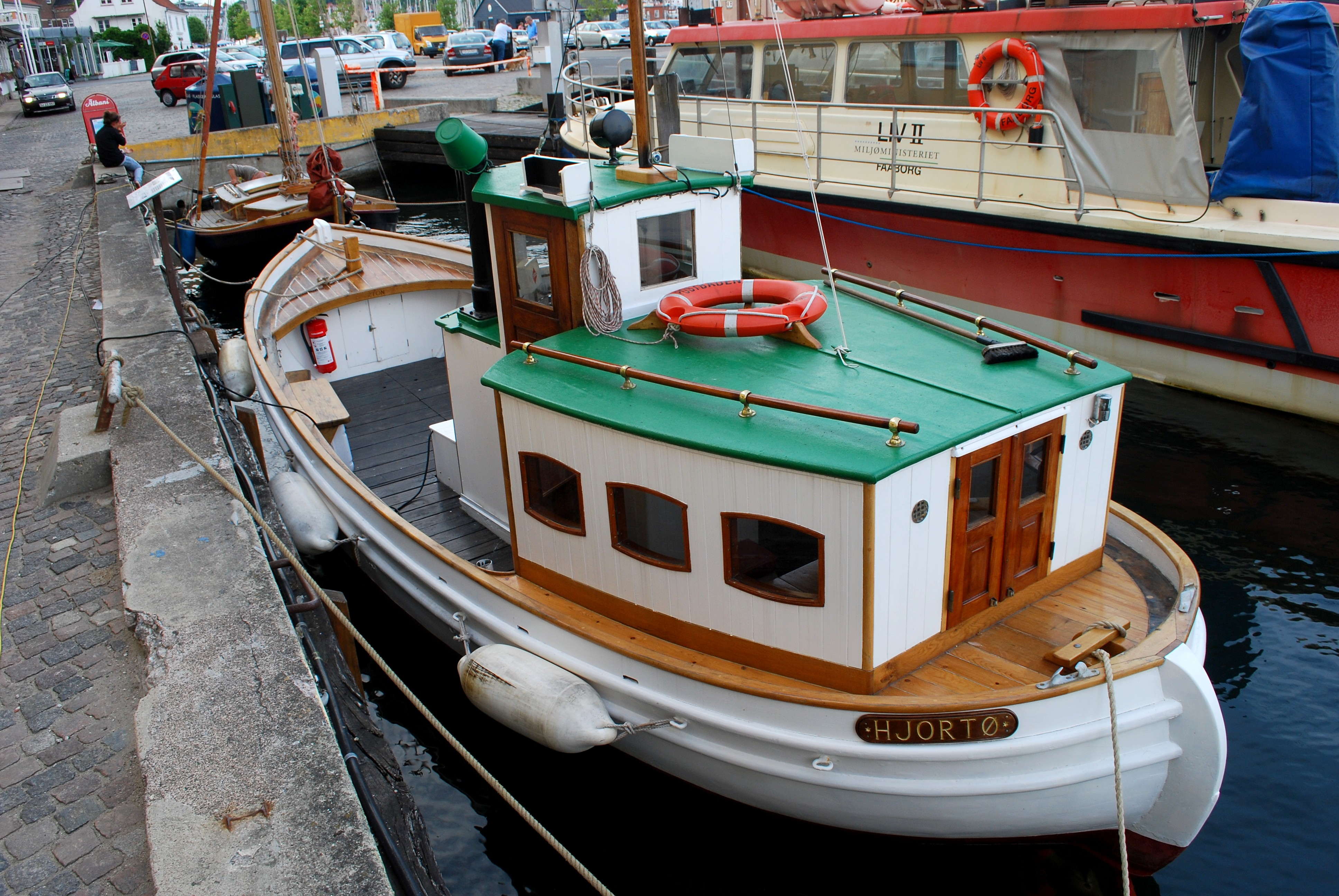
デンマークの郵便船
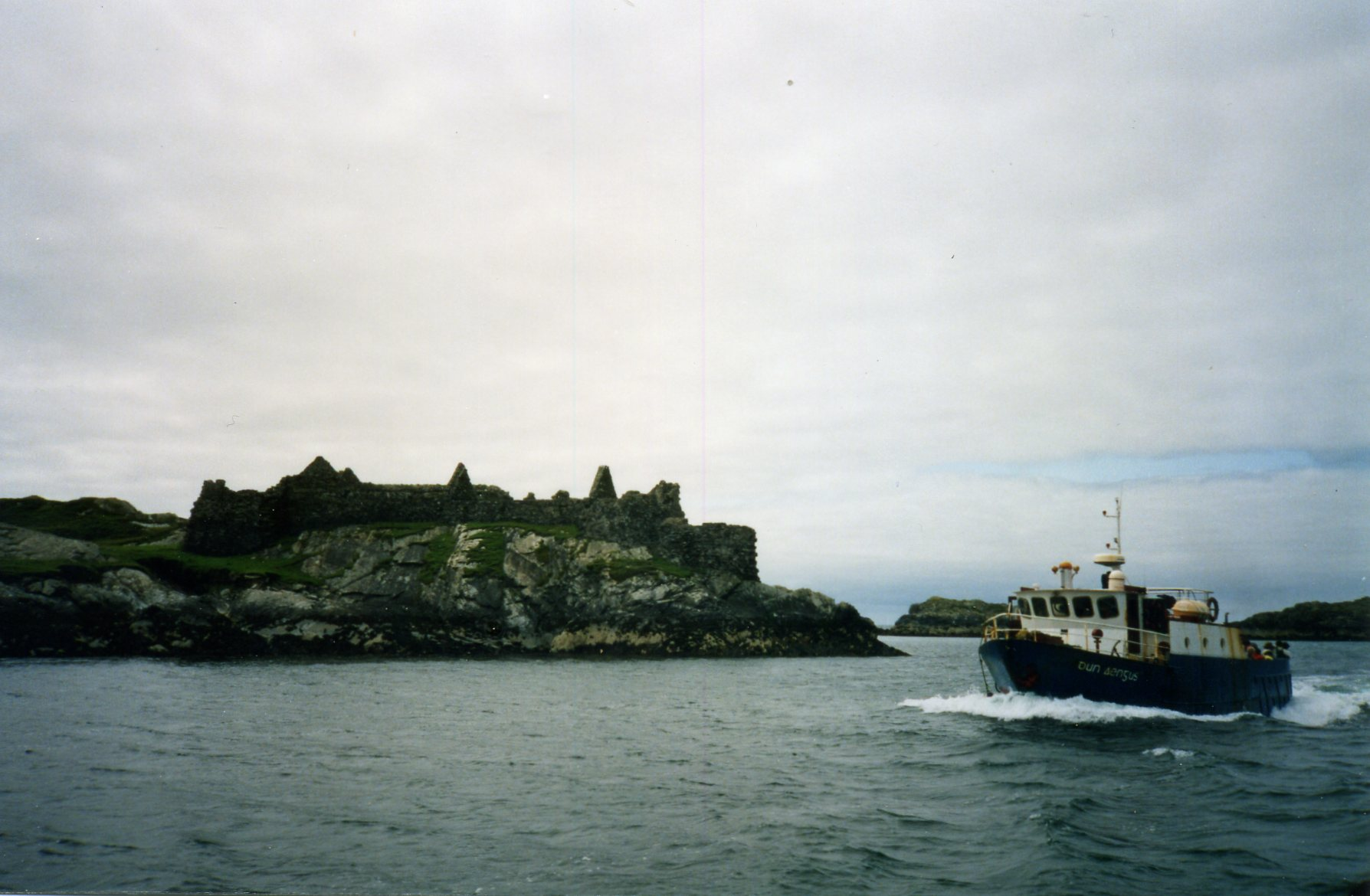
アイルランドの郵便船
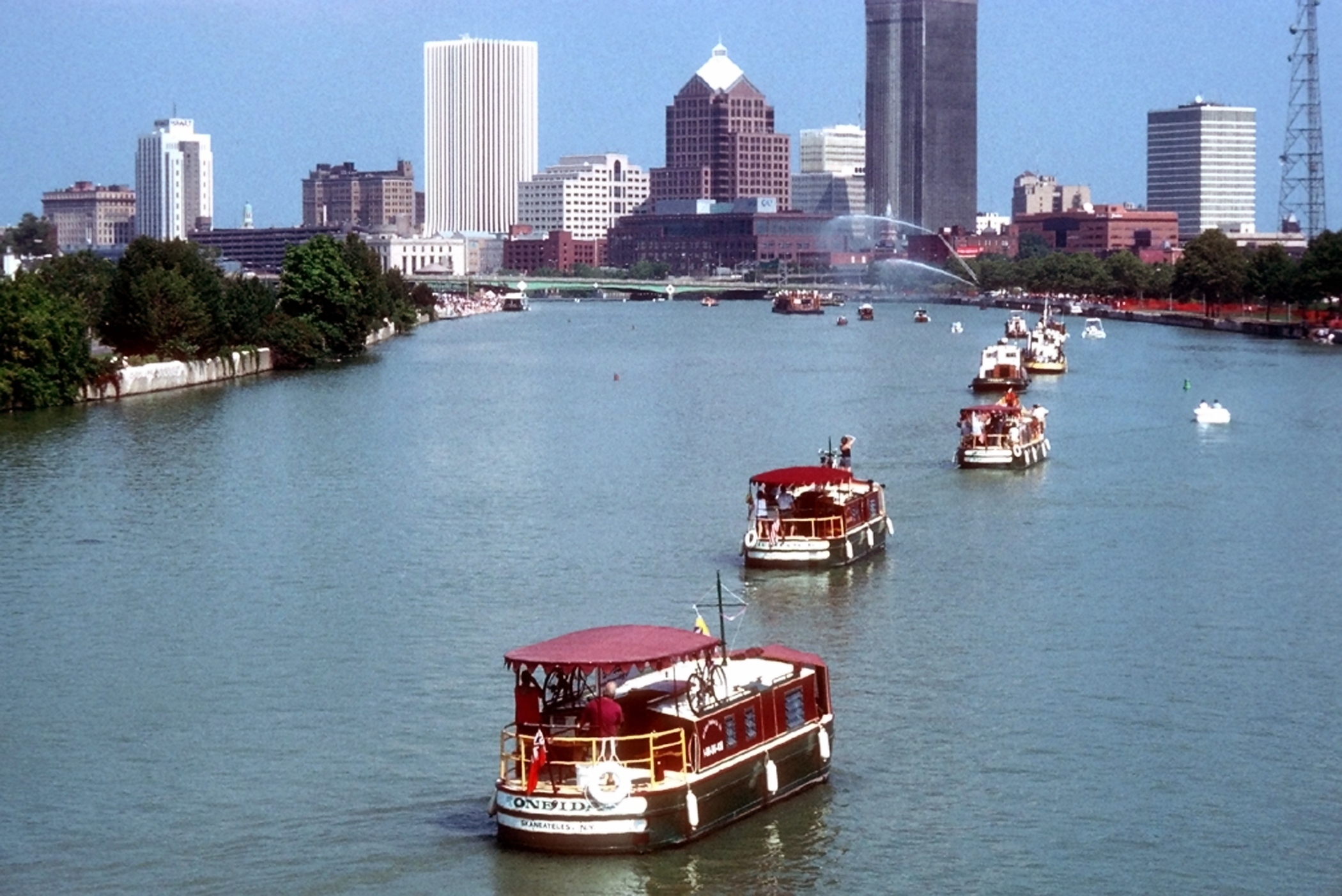
ロチェスター市街地を背景に、ジェネシー川を航行する郵便船
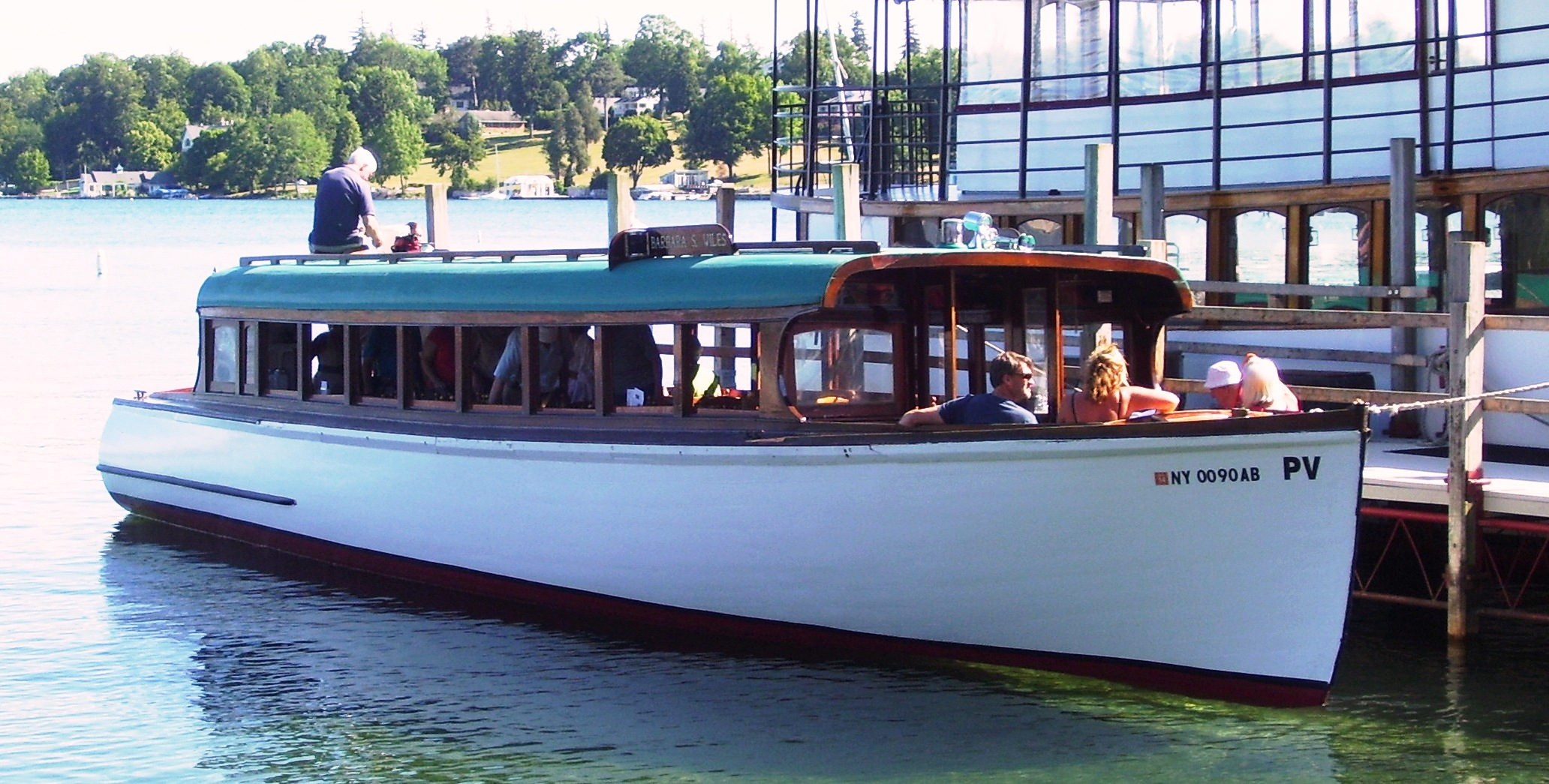
湖に停泊する郵便船